# Doi Ang Khang
Le Doi Ang Khang (thaï :ดอยอ่างขาง) est une montagne de Thaïlande, proche de la frontière birmane culminant à 1 928 m d'altitude.

## Climat
La température moyenne annuelle est de 17,7 °C. La température la plus élevée est de 32 °C en avril et la plus basse avoisine à 0 °C. Les précipitations annuelles moyennes avoisinent 2 000 mm.

## Station agricole de Doi Ang Khang

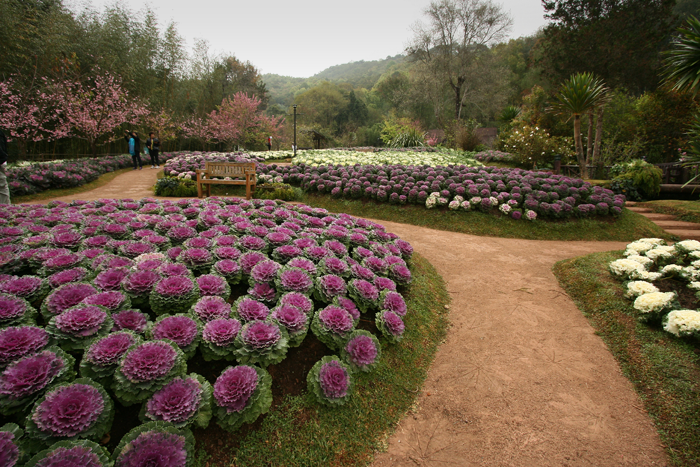
Vue du jardin de la station agricole.

La station agricole de Doi Ang Khang a été créée en 1969 par le roi Bhumibol Adulyadej (Rama IX) sur les hauts plateaux de Doi Ang Khang, dans le district de Fang, province de Chiang Mai. C'est l'un des projets royaux de Rama IX les plus connus. Le site possède une superficie de 16 577 rai, soit environ 26,5 km2.
On y étudie et cultive des fruits d'hiver, fleurs et légumes. Plus de 12 espèces de fruits d'hiver telles que framboises, pêches, prunes et fraises, plus de 60 légumes comme les carottes, les choux et les petits pois, ainsi que des fleurs dont des œillets et des roses, sont cultivés.